# Ibala arcus
Espèce
Synonymes
- Setaphis arcus Tucker, 1923
- Setaphis calviniensis Tucker, 1923

Ibala arcus est une espèce d'araignées aranéomorphes de la famille des Gnaphosidae.

## Distribution
Cette espèce se rencontre en Afrique du Sud, en Namibie et au Zimbabwe.

## Description
La femelle holotype mesure 5,8 mm.
Le mâle décrit par Fitzpatrick en 2009 mesure 3,9 mm et la femelle 6,24 mm.

## Systématique et taxinomie
Cette espèce a été décrite sous le protonyme Setaphis arcus par Tucker en 1923. Elle est placée dans le genre Ibala par Fitzpatrick en 2009.
Setaphis calviniensis a été placée en synonymie par Fitzpatrick en 2009.

## Publication originale
- Tucker, 1923 : « The Drassidae of South Africa. » Annals of the South African Museum, vol. 19, p. 251-437 (texte intégral).